# كولهوفن إف كيه 55
كولهوفن إف كي 55 هي نموذج أولي لطائرة مقاتلة هولندية في ثلاثينيات القرن العشرين، ولم تتطور إلى ما بعد مرحلة النموذج الأولي.

## تطوير

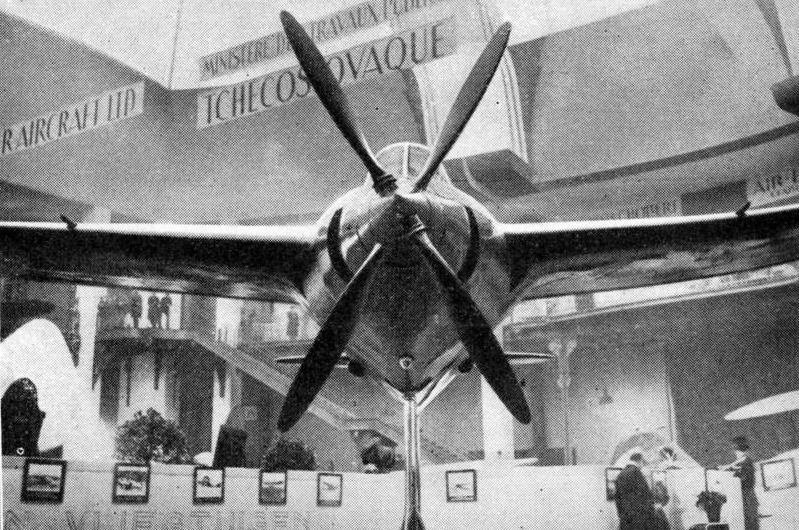
مقاتلة كولهوفن FK 55 صورة لايروفيل ديسمبر 1936

بدأ مصنع كولهوفن جهود تصميم طائرة عالية الأداء لأول مرة في نهاية عام 1937. وكانت النتيجة، التي تم الوصول لها في أوائل عام 1938، هي طائرة أف كي 55، وهي مقاتلة ذات مقعد واحد بتصميم جذري مع مراوح تدور بشكل معاكس ومحرك خلف الطيار. تم الاقتراح في البداية التخلص من الجنيحات الموجودة على الأجنحة واستبدالها بـ "أجنحة ذات فتحات" للتحكم الجانبي، ولكن تم التخلي عن هذه الفكرة في وقت مبكر من المشروع.
تم بناء جسم الطائرة أف كي 55 الأمامي من مزيج من المعدن والخشب مع أجنحة خشبية، وكانت مصنوعة من أنبوب فولاذي بينما يشكل الخشب الذيل والجسم الخلفي. محركاها لورين بيتريل كان يوفر 860 حصانا فقط وبالكاد يوفر القدر الكافي من الطاقة للإقلاع والبقاء في الجو. كان من المفترض أن تستخدم النسخة الإنتاجية محرك 900 كـو (1,200 حصان) الأكثر قوة محرك Lorraine 12R Sterna ولكن هذا لم يحدث أبدًا.

## التاريخ التشغيلي
حلقت الطائرة لأول مرة في عام 30 يونيو 1938. طارت لمدة دقيقتين ثم هبطت. بسبب ضعف قوتها، لاحقاً تم إلغاء FK.55 من نفس العام.

## المواصفات
البيانات من 
الخصائص العامة
- طاقم: 1
- طول: 9.25 م (30 قدم 4 بوصة)
- باع الجناح: 9.60 م (31 قدم 6 بوصة)
- ارتفاع: 2.60 م (8 قدم 6 بوصة)
- مساحة الجناح: 16.00 م2 (172.2 قدم2)
- الوزن فارغة: 1,600 كـغ (3,527 رطل)
- الوزن الإجمالي: 2,208 كـغ (4,868 رطل)
- محركات: 1 × Lorraine 12Hrs Pétrel V-12 , 640 كـو (860 حصان)

أداء
- السرعة القصوى: 510 كم/س (317 ميل/س؛ 275 عقدة)
- سرعة العبور: 450 كم/س (280 ميل/س؛ 243 عقدة)
- مدى: 850 كـم (528 ميل؛ 459 nmi)
- معدل الصعود: 13.1 م/ث (2,580 قدم/د)

تسليح

- 1 x 20 mm Madsen autocannon firing through the propeller
- 4 x wing-mounted .303 بوصة (7.7 مـم) machine guns